# Roland Leduc

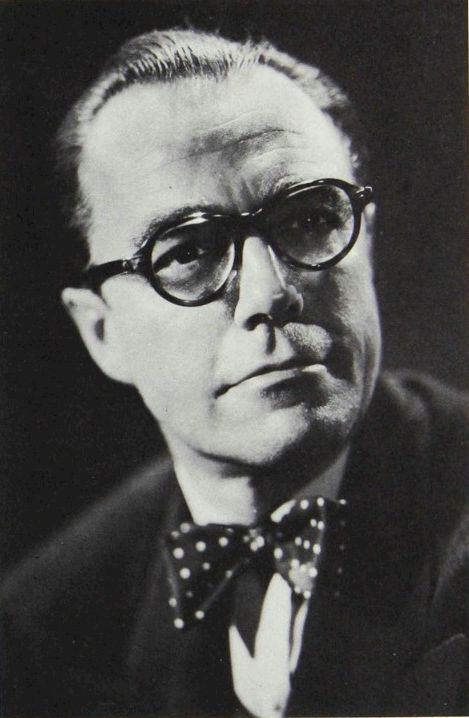
Roland Leduc (1960)

Joseph Augustin Georges Roland Leduc (* 25. Juli 1907 in Montreal; † 15. September 2001 ebenda) war ein kanadischer Cellist, Dirigent und Musikpädagoge.

## Leben
Leduc hatte ab dem sechsten Lebensjahr Klavierunterricht bei seiner Mutter und wechselte vierzehnjährig zum Cello. Er nahm dann privaten Unterricht bei Jean-Baptiste Dubois und studierte Musiktheorie bei Louis Michiels. Als Stipendiat der Provinz Québec setzte er seine Ausbildung 1927–31 am Königlichen Konservatorium Brüssel bei Marix Loevensohn fort und studierte privat Harmonielehre und Kontrapunkt bei Paul Gilson. Er spielte in dieser Zeit gelegentlich Cello bei den Brüsseler Philharmonikern und erlebte Maurice Ravel und Richard Strauss als Dirigenten.
1931 kehrte er nach Kanada zurück und trat dort als Cellosolist auf. Mit seiner Frau Annette Lasalle-Leduc (Violine) und seinem Bruder Jean Leduc (Klavier) bildete er 1932–34 das Trio Leduc. Von 1934 bis 1940 gehörte er dem Montreal String Quartet an. Mit diesem reiste er 1939 nach Paris, um dort Kammermusik bei André Tourret zu studieren. Er selbst nahm dort außerdem Unterricht bei Maurice Maréchal.
Nach seiner Rückkehr nach Kanada unterrichtete Leduc von 1940 bis 1953 Cello an École superieure de musique d'Outremont, später auch am Konservatorium von Québec. Zu seinen Schülern zählten Dorothy Bégin, Raymonde Martin, Monique Mercure und Émile Préfontaine. Außerdem war er von 1940 bis 1948 Erster Cellist des Montreal Symphony Orchestra. Im Laufe der 1940er Jahre wandte er sich immer mehr dem Dirigieren zu. Er studierte im Sommer 1947 bei Pierre Monteux in Hancock und leitete als Dirigent Rundfunkprogramme der CBC wie Les Maîtres de la musique, Images de la Renaissance, Radio-Collège, The Little Symphonies (1948–65), L'Heure du concert, Concerts pour la jeunesse und Les Grands Concerts.
Er dirigierte in den 1950er Jahren alle großen Sinfonieorchester Kanadas und trat als Gastdirigent u. a. in Manchester, Brüssel, Lausanne, Lugano, Paris und Turin auf. 1961 wurde er Nachfolger Wilfrid Pelletiers als Direktor des Conservatoire de musique du Québec. Von 1967 bis 1970 war er Generalmusikinspektor des Ministère des Affaires culturelles du Québec. 1980 wurde er zum Mitglied des Order of Canada ernannt. Der Oboist und Hornist Pierre Rolland war sein Cousin.